# マイ ガーデナー
『マイ ガーデナー』（MY GARDENER）は、紡木たくによる日本の漫画作品。

## 概要
1995年以来休筆していた作者の12年ぶりの描き下ろしの作品。「無償の愛」をテーマとしている。
どうしても拭いきれない、父親に捨てられたという思い、母親の再婚、新しい父の存在、義妹の誕生、大好きだった犬・小てつの死……。
自分は愛されているのか、誰のために生きているのか実感が湧かない。16歳を目前に控えた1人の少女・さなの淋しさを描く。
構成が一般的な漫画作品と異なっており、明確なコマ割りや吹き出しがなく、文字数が多いのが特徴である。
単行本は全1巻（ISBN 9784434106743）が2007年12月8日に刊行された。発行は編書房、発売は星雲社が担う。